# Шанус
Шанус (фр. Chanousse) насеље је и општина у Француској у региону Прованса-Алпи-Азурна обала, у департману Горњи Алпи која припада префектури Гап.
По подацима из 2011. године у општини је живело 58 становника, а густина насељености је износила 2,85 становника/km². Општина се простире на површини од 20,32 km². Налази се на средњој надморској висини од 730 метара (максималној 1.520 m, а минималној 695 m).

## Демографија
| 1962. | 1968. | 1975. | 1982. | 1990. | 1999. | 2011. |
| ----- | ----- | ----- | ----- | ----- | ----- | ----- |
| 16    | 30    | 22    | 29    | 30    | 34    | 58    |

График промене броја становника у току последњих година